# B901 (België)
De B901 is een verbindingsweg (bretelle) in België die de A4/E411 met de N90 (Luikersteenweg) in de plaats Loyers verbindt. De weg is uitgevoerd als autoweg en heeft 2x3 rijstroken.
B101 · B102 · B201 · B202 · B401 · B402 · B403 · B404 · B501 · B601 · B602 · B901